# GnuTLS
GnuTLS (GNU Transport Layer Security Library) é um implementação de software livre dos protocolos SSL e TLS. Sua proposta é oferecer uma API (Interface de Programação de Aplicativos) para permitir aplicações com protocolos de comunicação seguros em sua camada de transporte de rede. GnuTLS tem as seguintes características:
- Protocolos SSL 3.0, TLS 1.0, TLS 1.1 e TLS 1.2;
- Datagram TLS (DTLS) 1.0
- Protocolo de senha remota segura (SRP) para autenticação TLS;
- Pre-Shared Key (PSK) para autenticação TLS;
- Mecanismo para extensão do TLS;
- Compressão do TLS;
- Manipulação dos certificados X.509 e OpenPGP.

GnuTLS usa a licença Lesser GPL e algumas partes usam a licença GPL.
GnuTLS foi inicialmente criado para permitir aplicações do projeto GNU a usarem protocolos seguros como o TLS. Embora o OpenSSL já existia, sua licença não é compatível com a GPL, assim softwares GPL não poderiam usá-lo.
GnuTLS é usado por softwares como GNOME, Centericq, Exim, Mutt, Slrn, Lynx e CUPS. 